# Anna Budanova
Anna Budanova (* 12. Juni 1988 in Swerdlowsk, Sowjetunion) ist eine russische Animatorin, die in Frankreich lebt und arbeitet.

## Werdegang
Anna Budanova schloss ihr Studium von Grafik und Animation an der Uraler Staatlichen Architektur- und Kunstakademie 2008 mit einem Master ab.
Zusammen mit Priit Pärn und Olga Pärn, Atsushi Wada and Theodore Ushev war sie beteiligt an der audiovisuellen Performance der Vier Jahreszeiten von Antonio Vivaldi. Budanova schuf dazu die Animation zum „Frühling“. Die Performance wurde an der Tokyo University of Arts produziert.
Ihre Filme Obida und Among The Black Waves wurden seit 2013 an internationalen Animationsfestivals gespielt und prämiert.

## Filmographie
- 2017: Spring
- 2016: Among The Black Waves
- 2013: (Obida) The Wound

## Auszeichnungen
- 2013: Special Jury Award des Annecy International Animation Festival für Obida
- 2013: Best Narrative des Abu Dhabi Film Festivals für Obida
- 2014: Special Prize des Hiroshima International Animation Festivals für Obida
- 2016: Prix Hiroshima des Hiroshima International Animation Festivals für Among The Black Waves
- 2016: Best Visual Award des International Animation Film Festival Fantoche für Among The Black Waves
- 2016: Grand Prix des TOFUZI International Animation Festival für Among The Black Waves
- 2016: Grand Prix des New Chitose Airport International Animation Festival für Among The Black Waves
- 2016: Grand Prix des Cinanima International Animated Festival für Among The Black Waves
- 2016: SILVER MIKELDI ANIMATION Award des ZINEBI Bilbao International Documentary and Short Film Festival für Among The Black Waves
- 2017: Jury Spezialpreis des Monstra Lisbon Animated Film Festival für Among The Black Waves
- 2017: Jury Spezialpreis des Tricky Women International Animation Festival für Among The Black Waves
- 2017: Grand Prix des Brussels International Animation Festivals Anima für Among The Black Waves